# Hans de Koster
Henri Johan « Hans » de Koster (né le 5 novembre 1914 à Leyde, mort le 24 novembre 1992 à Wassenaar) est un homme politique néerlandais, membre du VVD. Il a été président de l'Assemblée parlementaire du Conseil de l'Europe, président de l'UNICE (devenu aujourd'hui BusinessEurope, un lobby et syndicat patronal européen) de 1962 à 1967, ministre de la défense des Pays-Bas de 1971 à 1973.
Il est membre du Parti populaire libéral et démocrate, un parti d'orientation libérale-conservatrice.